# Saint-Germier (Gers)
Saint-Germier è un comune francese di 207 abitanti situato nel dipartimento del Gers nella regione dell'Occitania.

## Società

### Evoluzione demografica
Abitanti censiti